# Cemitério de Mount Auburn
Mount Auburn Cemetery é o primeiro cemitério-jardim dos Estados Unidos, localizado entre Cambridge e Watertown no Condado de Middlesex (Massachusetts), a 6,4 km a oeste de Boston.
O cemitério foi designado, em 21 de abril de 1975, um distrito do Registro Nacional de Lugares Históricos bem como, em 27 de maio de 2003, um Marco Histórico Nacional.

## Sepultamentos

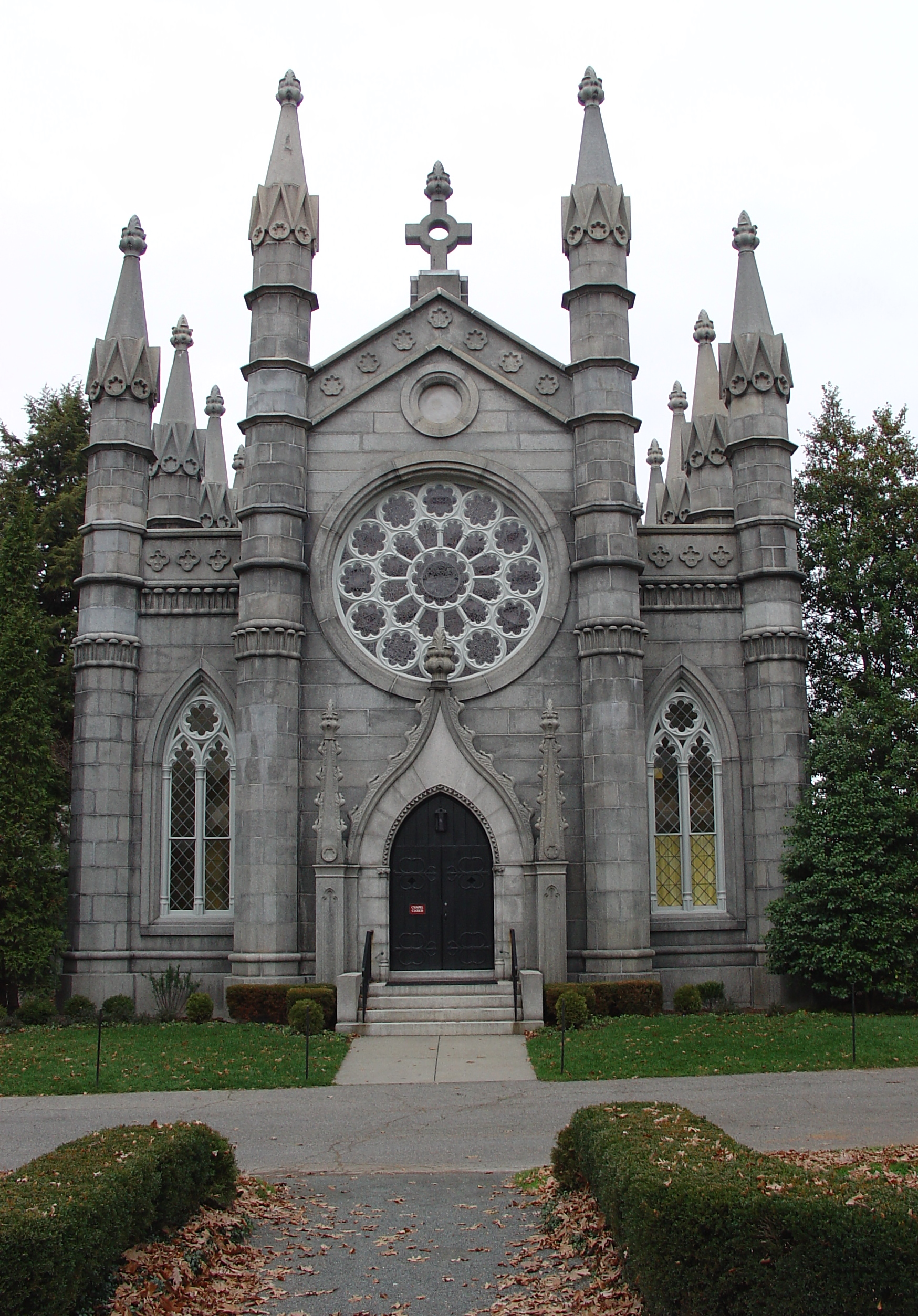
Capela Bigelow

### A
- Hannah Adams (1755–1831), autor
- Elizabeth Cary Agassiz (1822–1907), cientista, autor
- Louis Agassiz (1807–1873),[6] cientista
- Thomas Bailey Aldrich (1836–1907),[6] autor
- Nathan Appleton (1779–1861), congressista
- Thomas Gold Appleton (1812-1884) artista e cunhado de Henry Wadsworth Longfellow
- William Appleton (1786–1862), congressista
- Julia Arthur (1869-1950), atriz
- Thomas F. August (1926-2005), advogado e político

### B
- Hosea Ballou (1771–1852) teólogo
- Benjamin E. Bates (1808–1878), industrialista, fundador do Bates College
- Jacob Bigelow (1787–1879), designer do Mt. Auburn Cemetery
- J. W. Black (1825–1896), fotógrafo
- Edwin Booth (1833–1893), ator
- Nathaniel Bowditch (1773–1838),[6] matemático, marinheiro, autor
- William Brewster (1851–1919), ornitologista
- Peter Bent Brigham (1807–1877), filantropo
- Phillips Brooks (1835–1893), bispo
- Charles Bulfinch (1763–1844), arquiteto
- McGeorge Bundy (1919–1996), oficial do gabinete presidencial

### C
- George Cabot (1752–1823), estadista
- James Henry Carleton (1814–1873), oficial do Exército dos Estados Unidos
- William Ellery Channing (1780–1842),[6] teólogo
- John Ciardi (1916–1986), poeta, tradutor
- Alvan Clark (1804–1887), astrônomo e fabricante de telescópios
- Robert Creeley (1926–2005), poeta
- Benjamin Williams Crowninshield (1772–1851), estadista
- Frank Crowninshield (1872–1947), criador e editor da Vanity Fair magazine
- Benjamin Robbins Curtis (1809–1874),
- Charlotte Cushman (1816–1876), atriz

### D
- Felix Octavius Carr Darley (1821–1888), artista
- Samuel Dexter (1761–1816), congressista
- Dorothea Dix (1802–1887), enfermeira

### E
- Mary Baker Eddy (1821–1910),[6] lider religioso
- Harold Eugene Edgerton (1903–1990), engenheiro, cientista
- Charles William Eliot (1834–1926), presidente da Harvard University
- Edward Everett (1794–1865),[6] Governador de Massachusetts
- William Everett (1839–1910), congressista

### F
- Achilles Fang (1910–1995), sinologista
- Fannie Farmer (1857–1915), autor de livro de receitas
- Fanny Fern (1811–1872), autora feminista
- Annie Adams Fields (1834–1915),[6] autora, mulher de James Thomas Fields
- James Thomas Fields (1817–1881),[6] escritor e publicista
- William M. Folger (1844-1928),
- Felix Frankfurter (1882–1965),
- Buckminster Fuller (1895–1983), arquiteto

### G
- Isabella Stewart Gardner (1840–1924), colecionador de arte, fundador de museu
- Charles Dana Gibson (1867–1944), ilustrador
- Augustus Addison Gould (1805–1866), conchologista e malacologista[7]
- Curt Gowdy (1919–2006)
- Asa Gray (1810–1888),[6] botânico
- Horace Gray (1828–1902),
- Horatio Greenough (1805–1852), escultor

### H
- Charles Hale (1831–1882), jornalista, estadista
- Charles Hayden (1870–1937), filantropo
- Oliver Wendell Holmes, Sr. (1809–1894), médico/autor
- Winslow Homer (1836–1910), artista
- Albion P. Howe (1818–1897), general do Exército da União
- Julia Ward Howe (1819–1910),[6] poeta
- Samuel Gridley Howe (1801–1876), médico, abolicionista
- Horatio Hollis Hunnewell (1810-1902), banqueiro, financiador de ferrovias, filantropo, botânico amador
- Dr. Harriot Kezia Hunt (1805–1875) médica

### J
- Harriet Ann Jacobs (1813–1897), escrava fugitiva e autora de Incidents in the Life of a Slave Girl
- Melvin Johnson (1909–1965), advogado
- Edward F. Jones (1828–1913),

### K
- Michael Kelly (1957–2003), jornalista e escritor
- Drastamat Kanayan (General Dro) (1884-1956), comandante militar armeniano e político; Ministro da Defesa da Armênia (1920)

### L
- Edwin Land (1909–1991), cientista
- Christopher Columbus Langdell (1826–1906), educador
- Herbert Leeds (1855–1930), golfista amador
- Abbott Lawrence (1792–1855), político, filantropo
- Henry Cabot Lodge (1850–1924), político
- Henry Cabot Lodge, Jr. (1902–1985) político
- Henry Wadsworth Longfellow (1807–1882), poeta
- A. Lawrence Lowell (1856–1943), presidente da Universidade Harvard
- Amy Lowell (1874–1925),[6] poetisa
- Charles Russell Lowell (1835–1864),
- Francis Cabot Lowell (1855–1911), congressista
- James Russell Lowell (1819–1891),[6] poeta e diplomata estrangeiro
- Josephine Shaw Lowell (1843–1905), mulher do Gen. Charles Russell Lowell, irmã do Col. Robert Gould Shaw
- Maria White Lowell (1821–1853), poetisa e mulher de James Russell

### M
- Bernard Malamud (1914–1986), escritor
- Jules Marcou (1824–1898), geólogo
- Abraham Maslow (1908–1970), psicólogo
- Leopold Morse (1831–1893)
- William T.G. Morton (1819–1868),
- Stephen P. Mugar (1901–1982),
- Joseph B. Murdock (1851–1931),
- John Murray (1741–1815), fundador da "Universalist Church in America"

### N
- Shahan Natalie (1884–1983), organizador principal da Operação Nêmesis
- Charles Eliot Norton (1827–1908), autor
- Robert Nozick (1938–2002), filósofo

### O
- Richard Olney (1835–1917), estadista
- Frances Sargent Osgood (1811–1850), poeta
- Harrison Gray Otis (1765–1848),
- Maribel Vinson-Owen, ver Maribel Vinson
- Maribel Y. Owen (1940–1961),
- Laurence R. Owen (1944–1961),

### P
- Harvey D. Parker (1805–1884),
- Daniel Pinckney Parker (1781–1850), mercador
- Francis Parkman (1823–1893),[6] historiador
- Fanny Parnell (1844–1882), poetisa, irmã de Charles Stewart Parnell
- Benjamin Pitman (1815–1888),
- Timothy Henry Pitman (1845–1863),

### Q
- Josiah Quincy III (1772–1864), estadista, educador

### R
- John Rawls (1921–2002), filósofo
- Anne Revere (1903–1990), atriz
- Marjorie Newell Robb (1889–1992),
- William Eustis Russell (1857–1896), governador de Massachusetts
- George Lewis Ruffin (1834-1886) primeiro afro-americano a servir no "Boston City Council"

### S
- Julian Schwinger, físico teórico, Nobel de Física
- Lemuel Shaw (1781–1861),
- Robert Gould Shaw
- B. F. Skinner (1904–1990), psicólogo
- Franklin W. Smith (1826–1911),
- Johann Gaspar Spurzheim (1776–1832),
- Daniel C. Stillson (1830–1899),[8] inventor
- Joseph Story (1779–1845),
- Charles Sumner (1811–1874),[6] estadista

### T
- Frank William Taussig (1859–1940), economista
- Randall Thompson (1899–1984), compositor
- William Ticknor (1810–1864), publicista
- William Davis Ticknor, Sr. (1881–1938),
- William S. Tilton (1828–1889),
- Charles Turner Torrey (1813–1846), abolicionista
- Charles Tufts (1781–1876), empresário que doou as terras para a Universidade Tufts

### V
- Maribel Vinson (1911–1961),

### W
- Benjamin Waterhouse (1754–1846), médico
- Nathaniel Parker Willis (1806–1867), publicista
- Robert Charles Winthrop (1809–1894), estadista
- Roger Wolcott (1847–1900), governador de Massachusetts
- Joseph Emerson Worcester (1784–1865), lexicógrafo

## Galeria de fotos

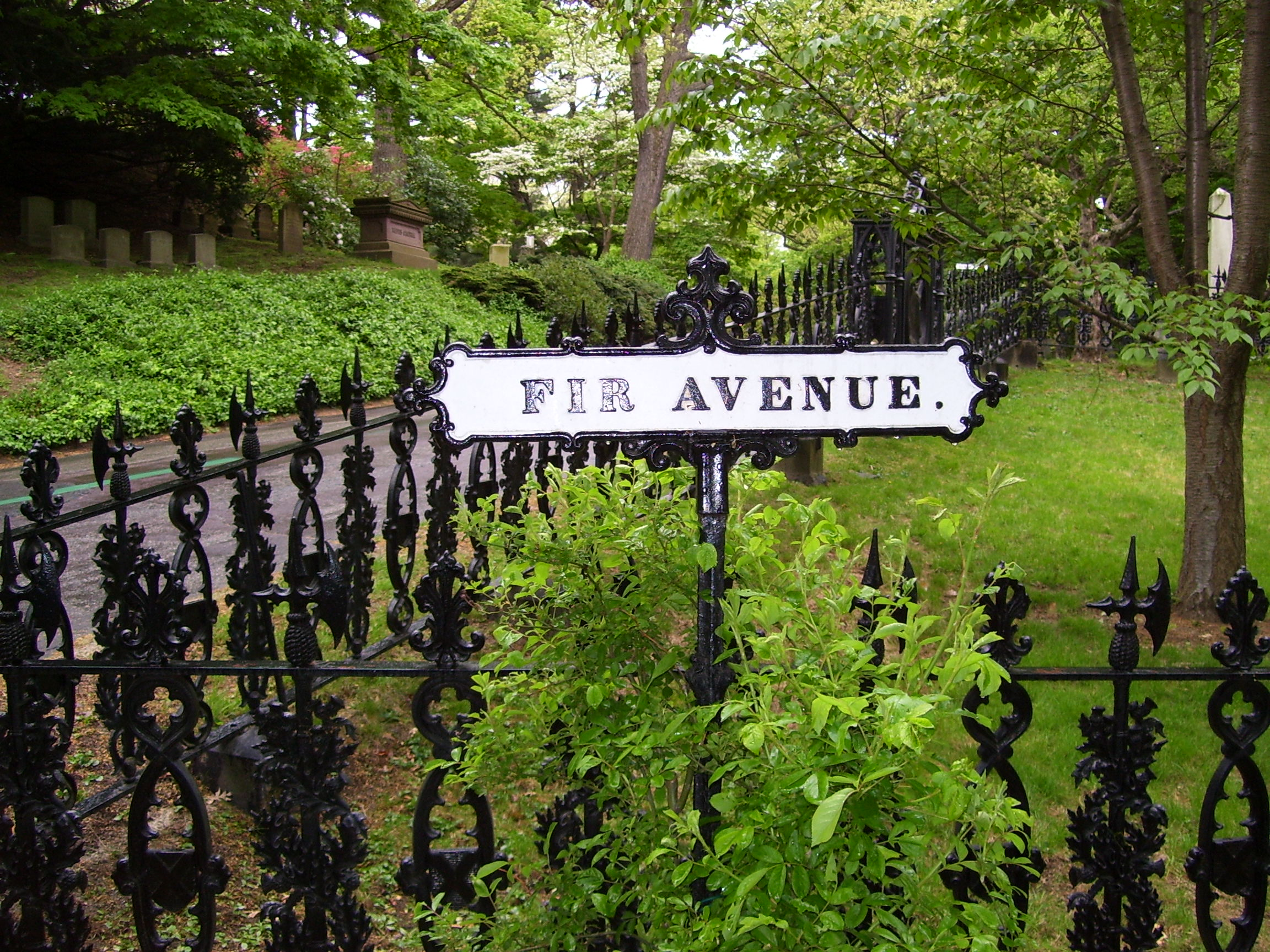
Placa da Fir Avenue no cemitério
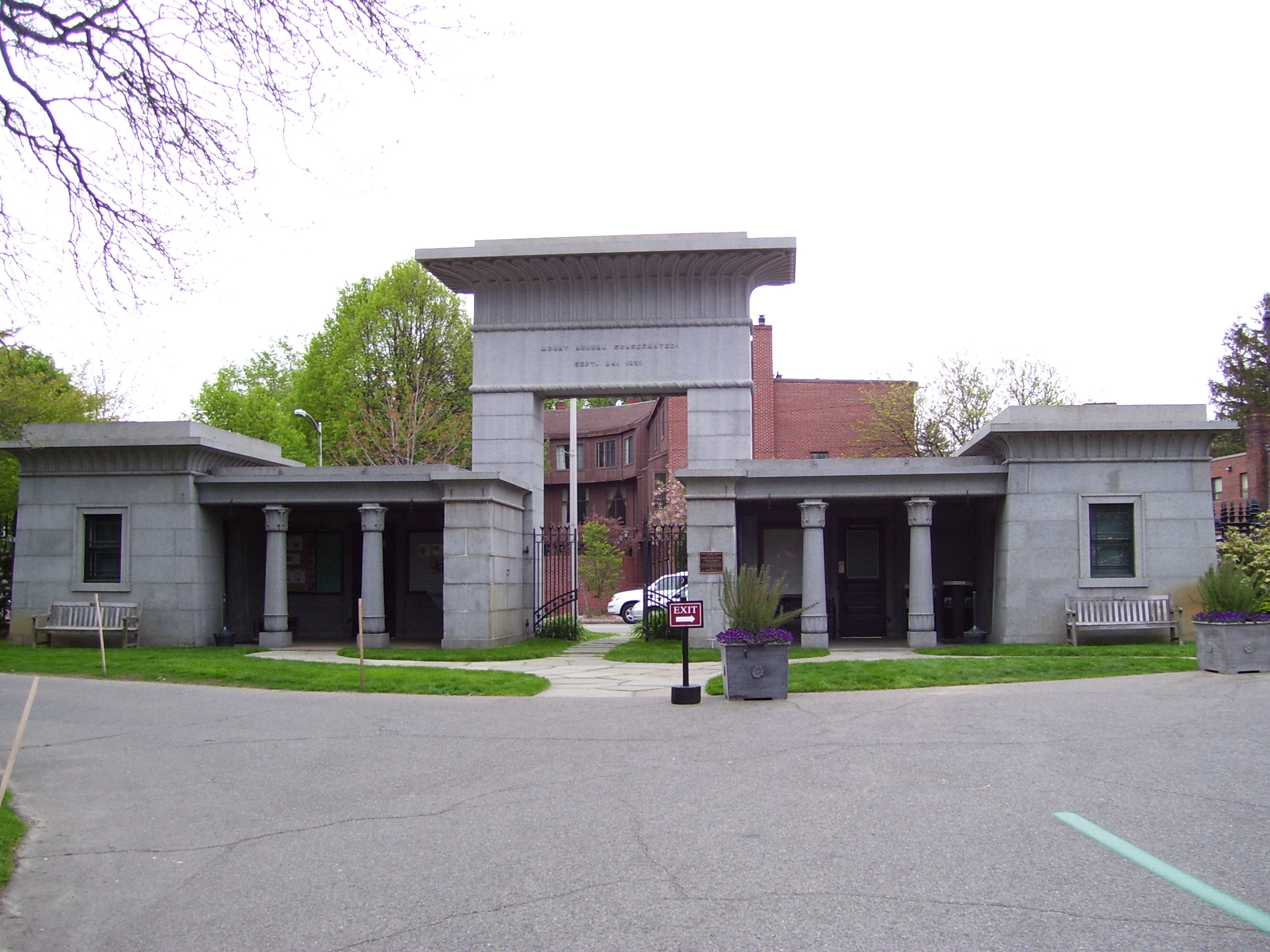
Entrada do revival egípcio para o cemitério de Mount Auburn
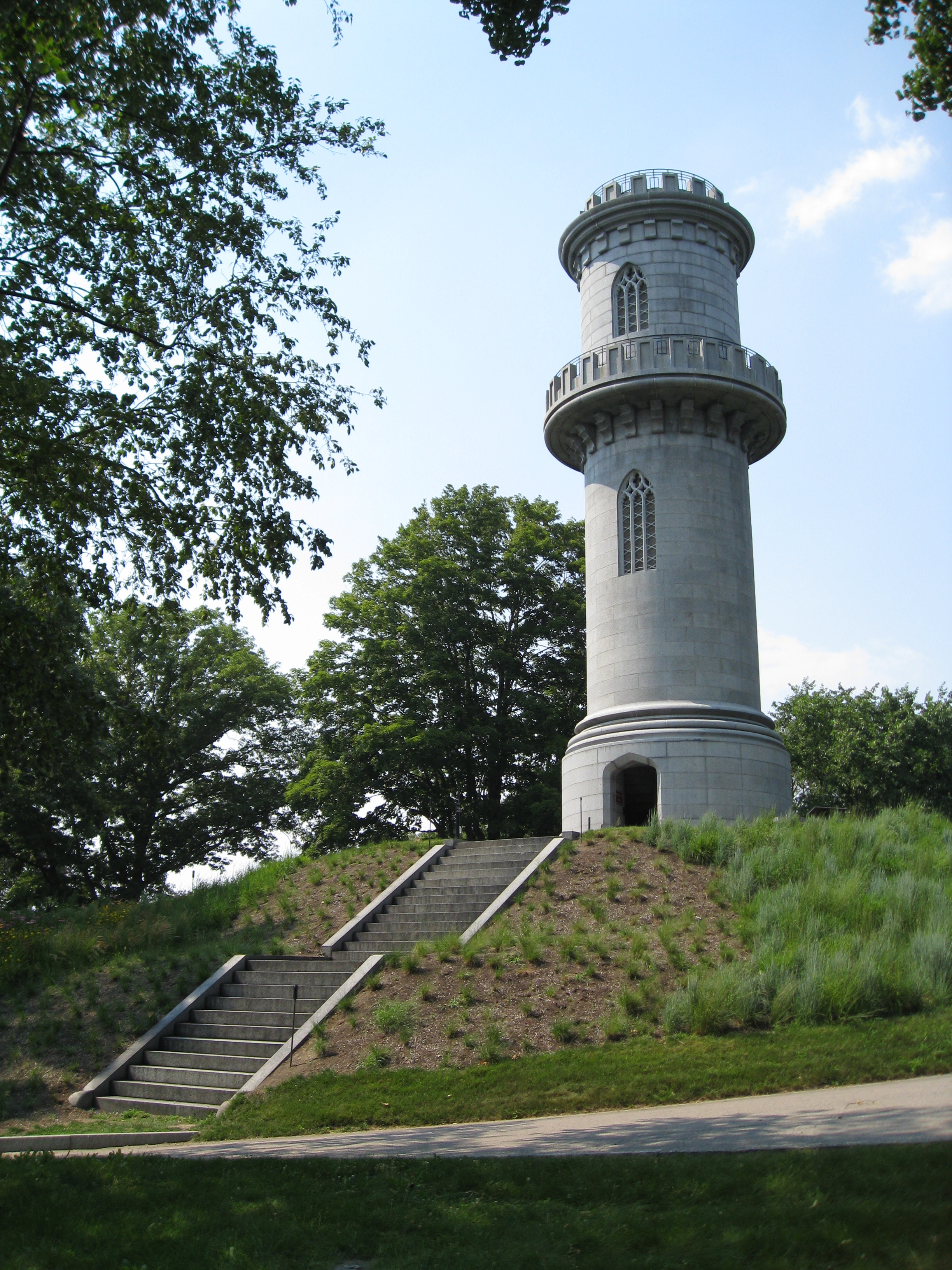
A torre principal no cemitério
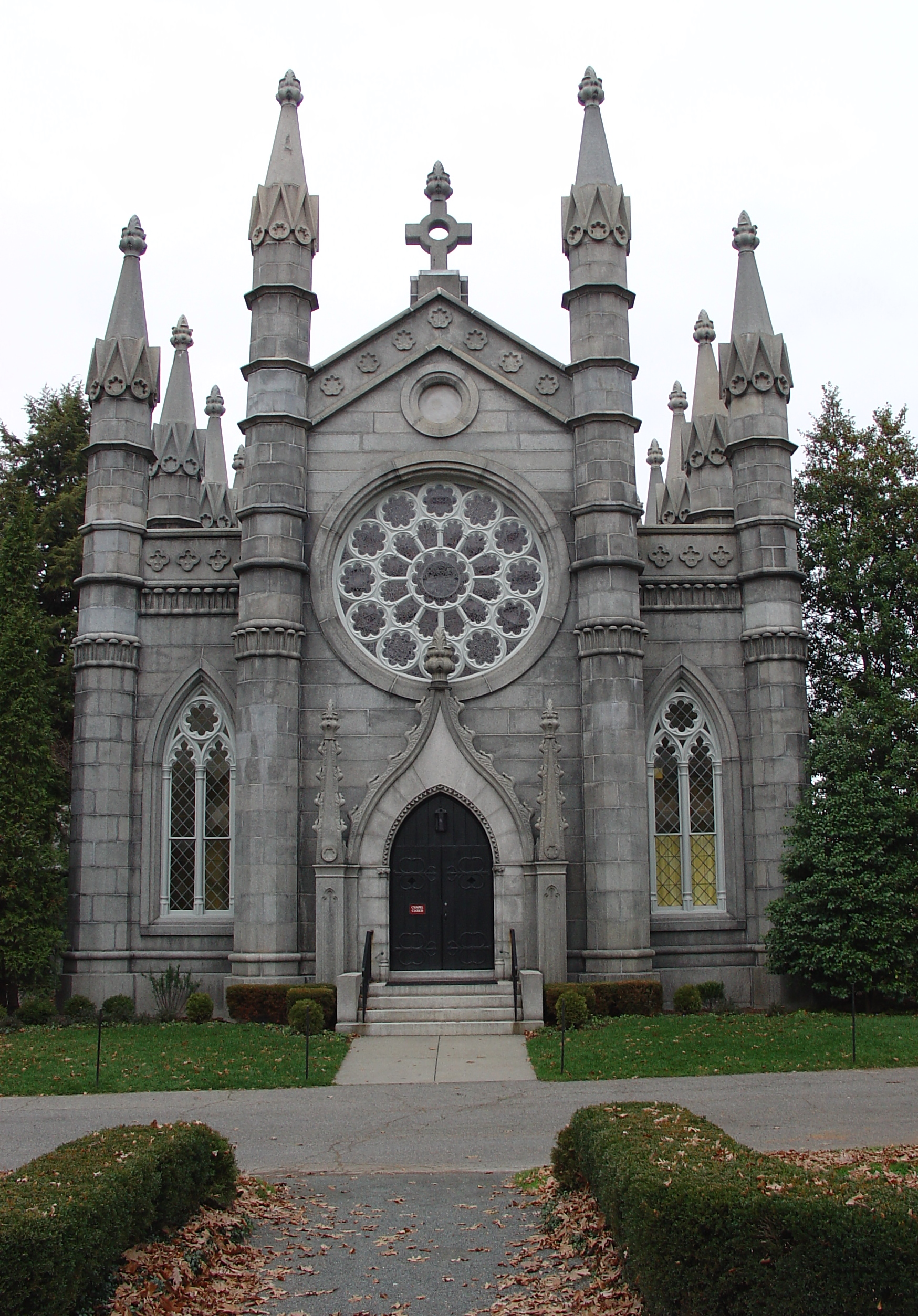
Capela Bigelow
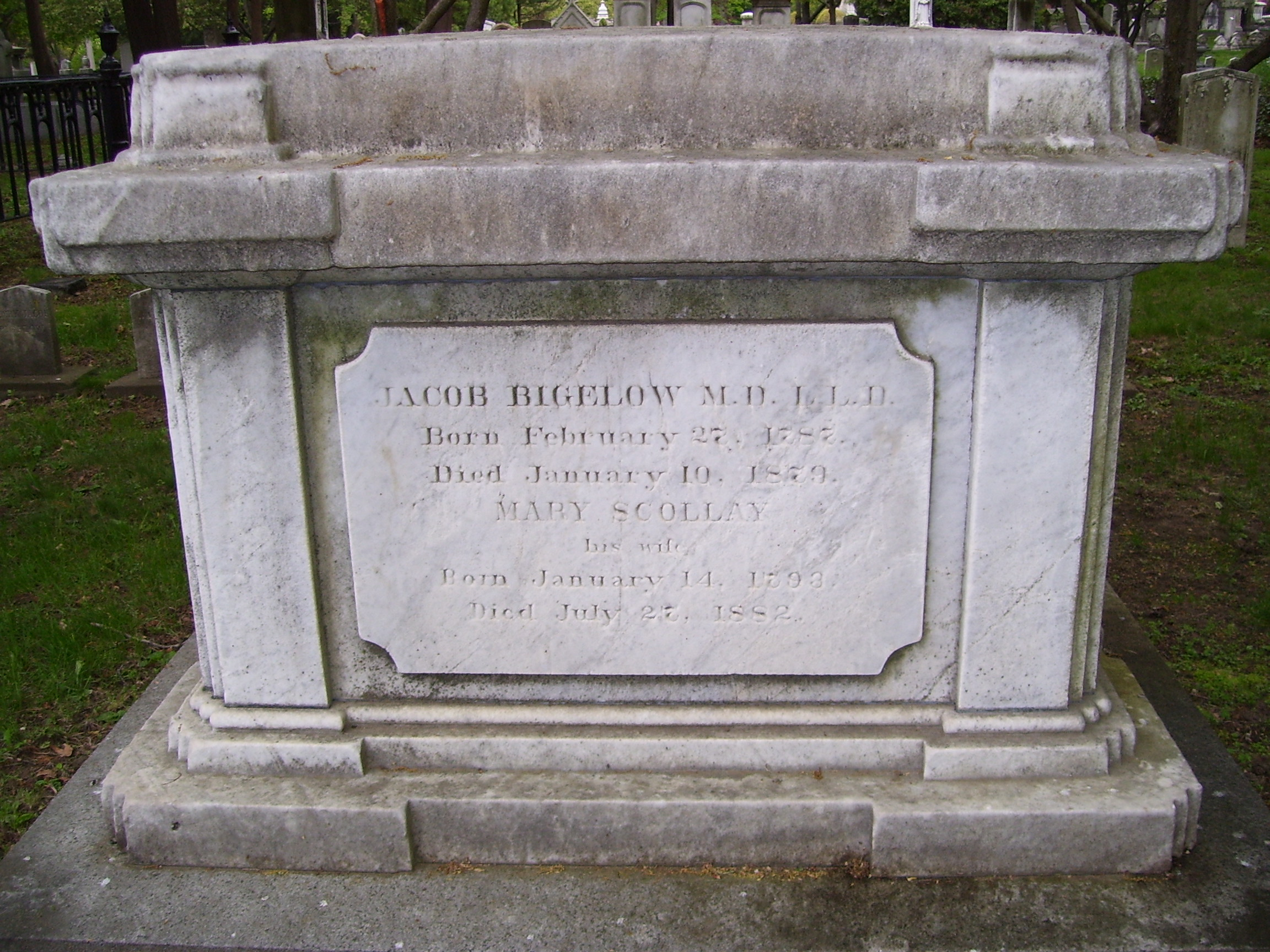
Sepultura de Jacob Bigelow
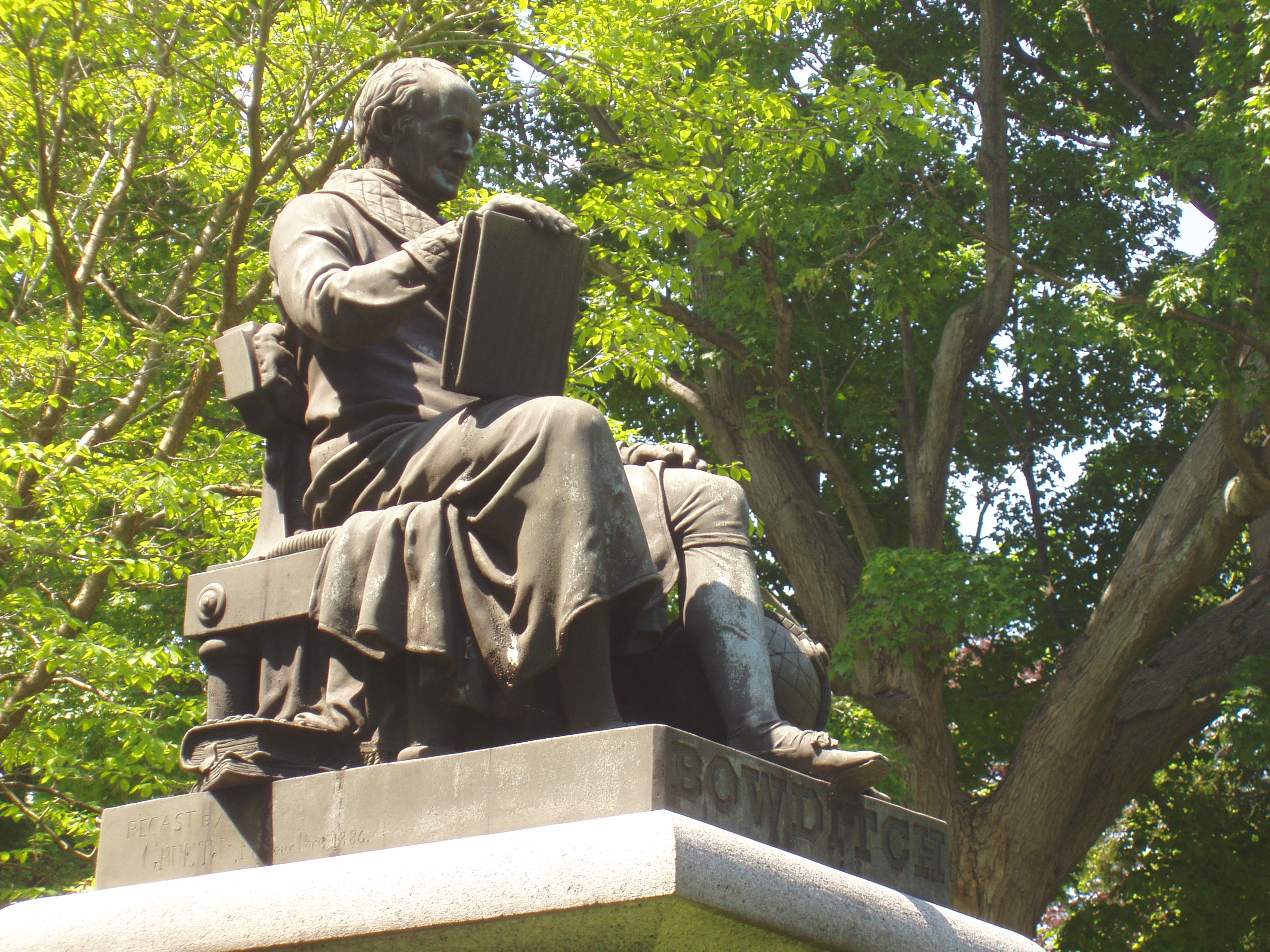
Nathaniel Bowditch
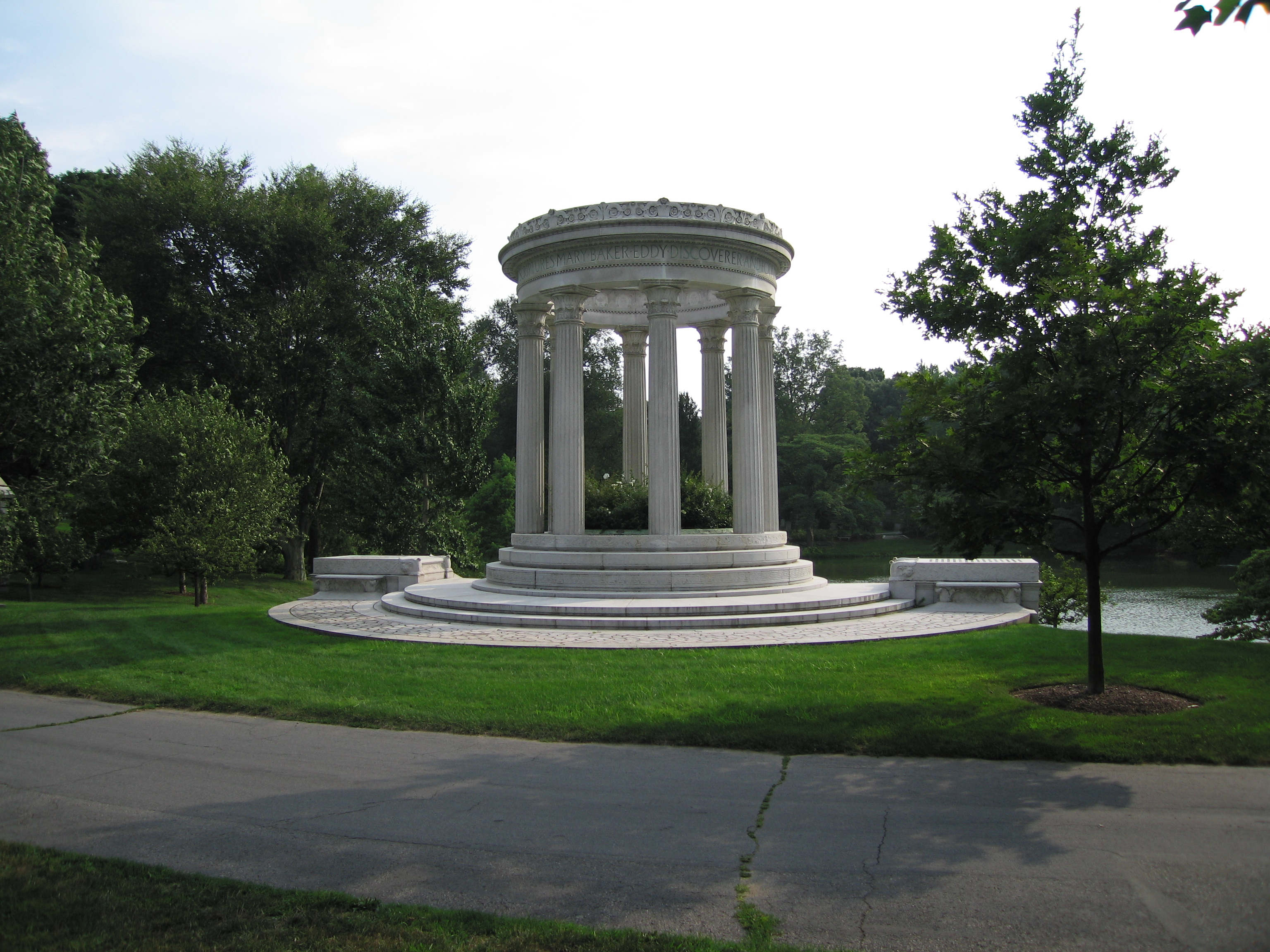
Memorial Mary Baker Eddy
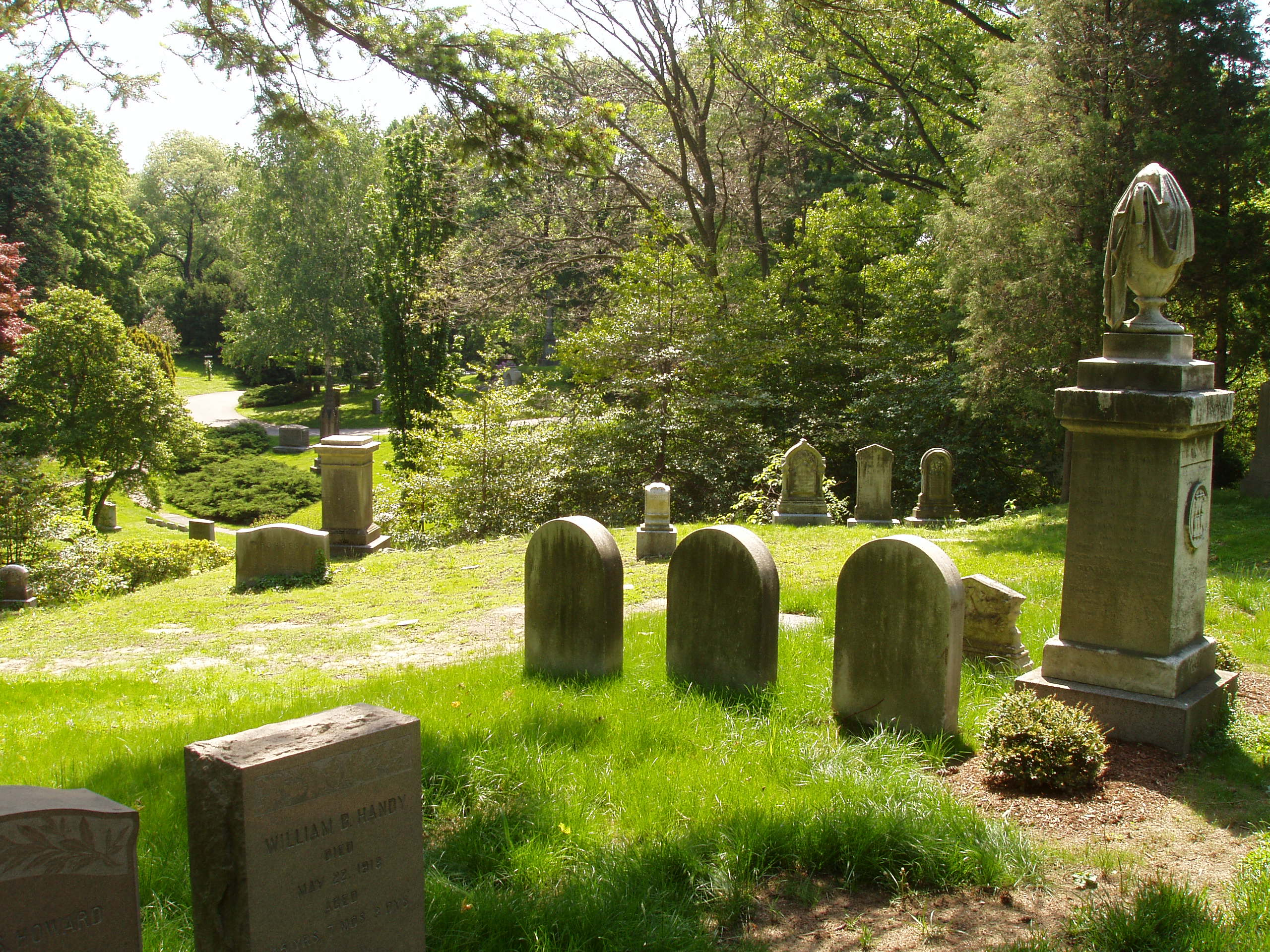
Mount Auburn Cemetery
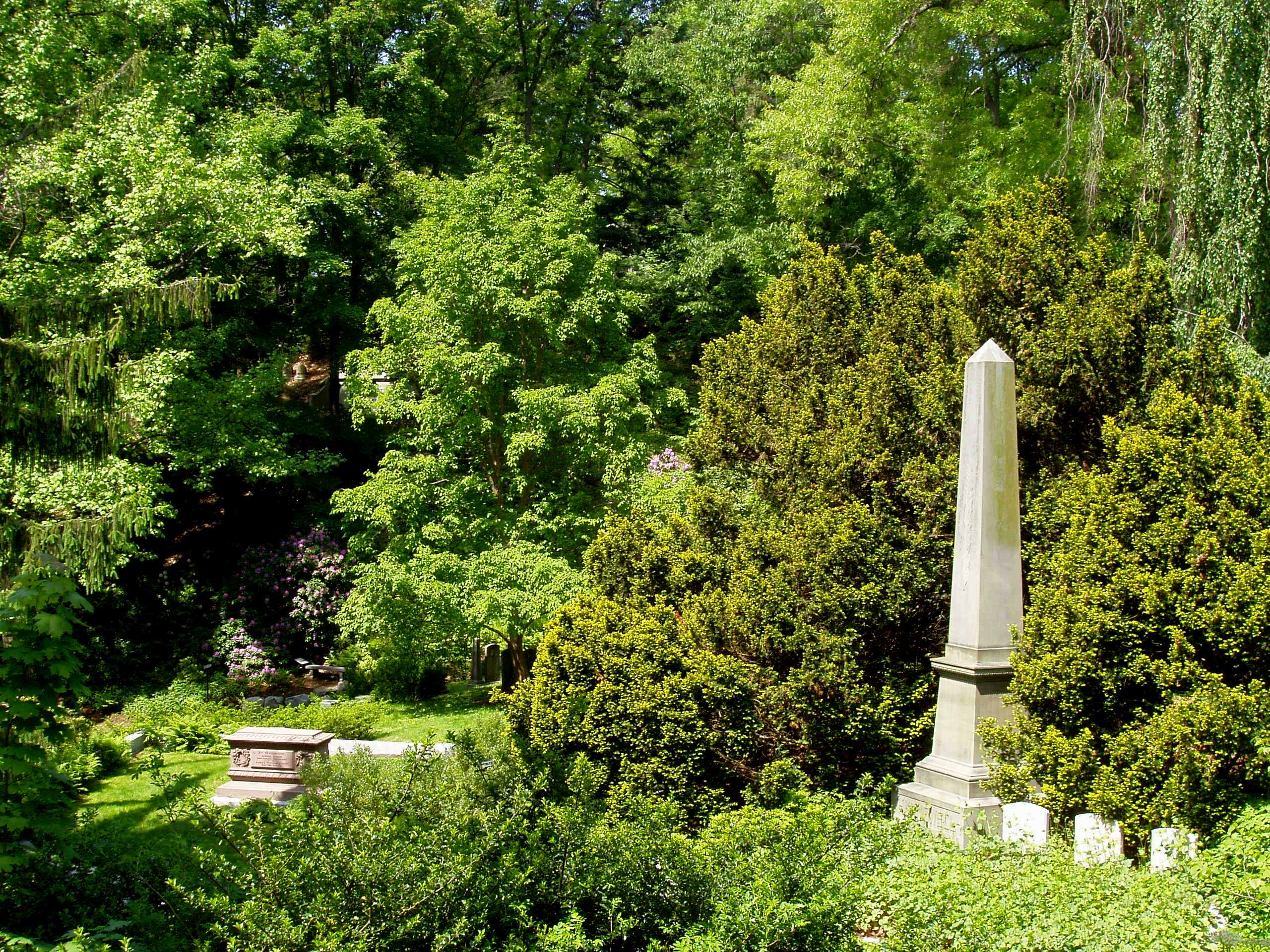
Obelisco da família Hunnewell
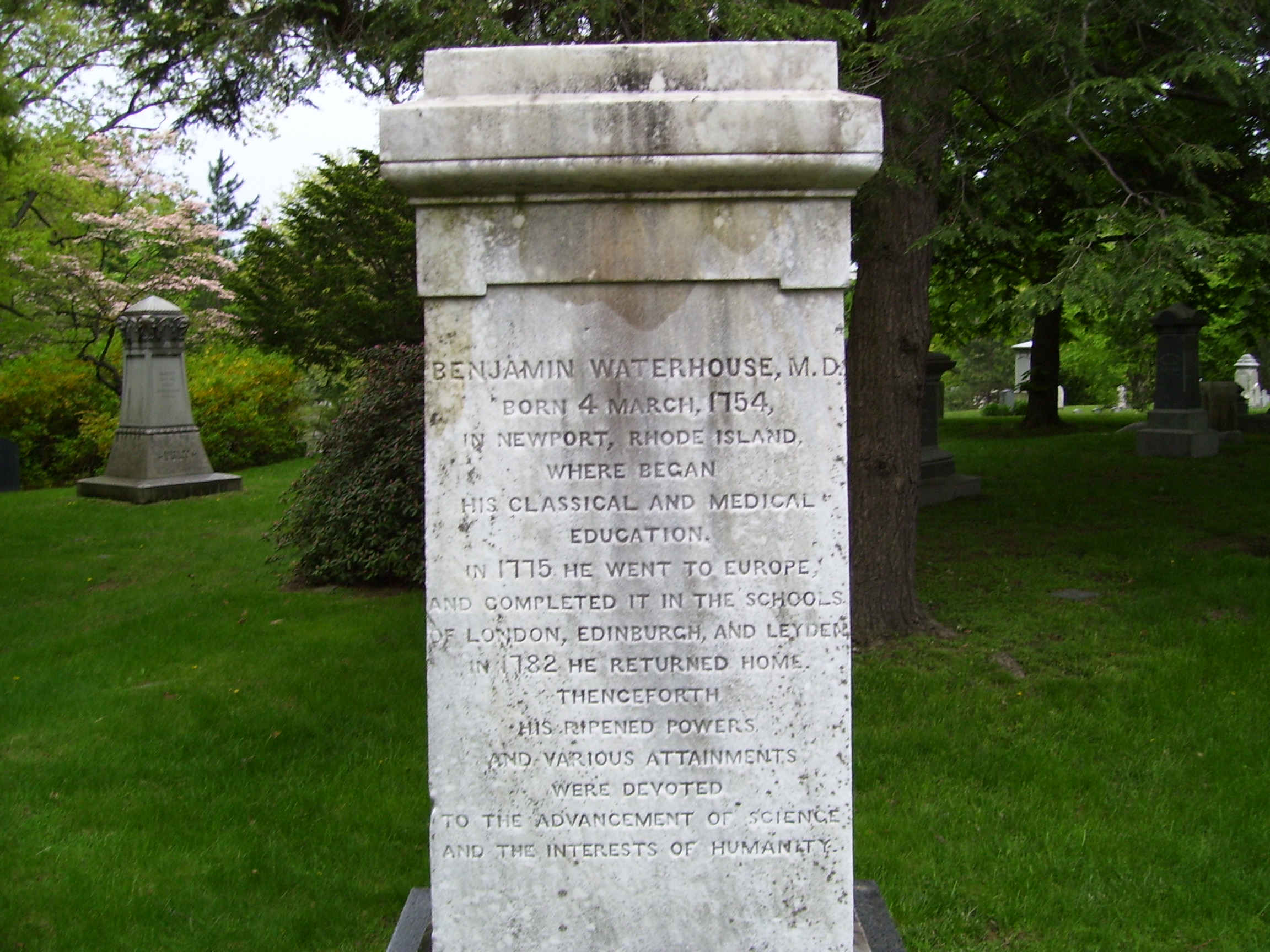
Sepultura de Benjamin Waterhouse
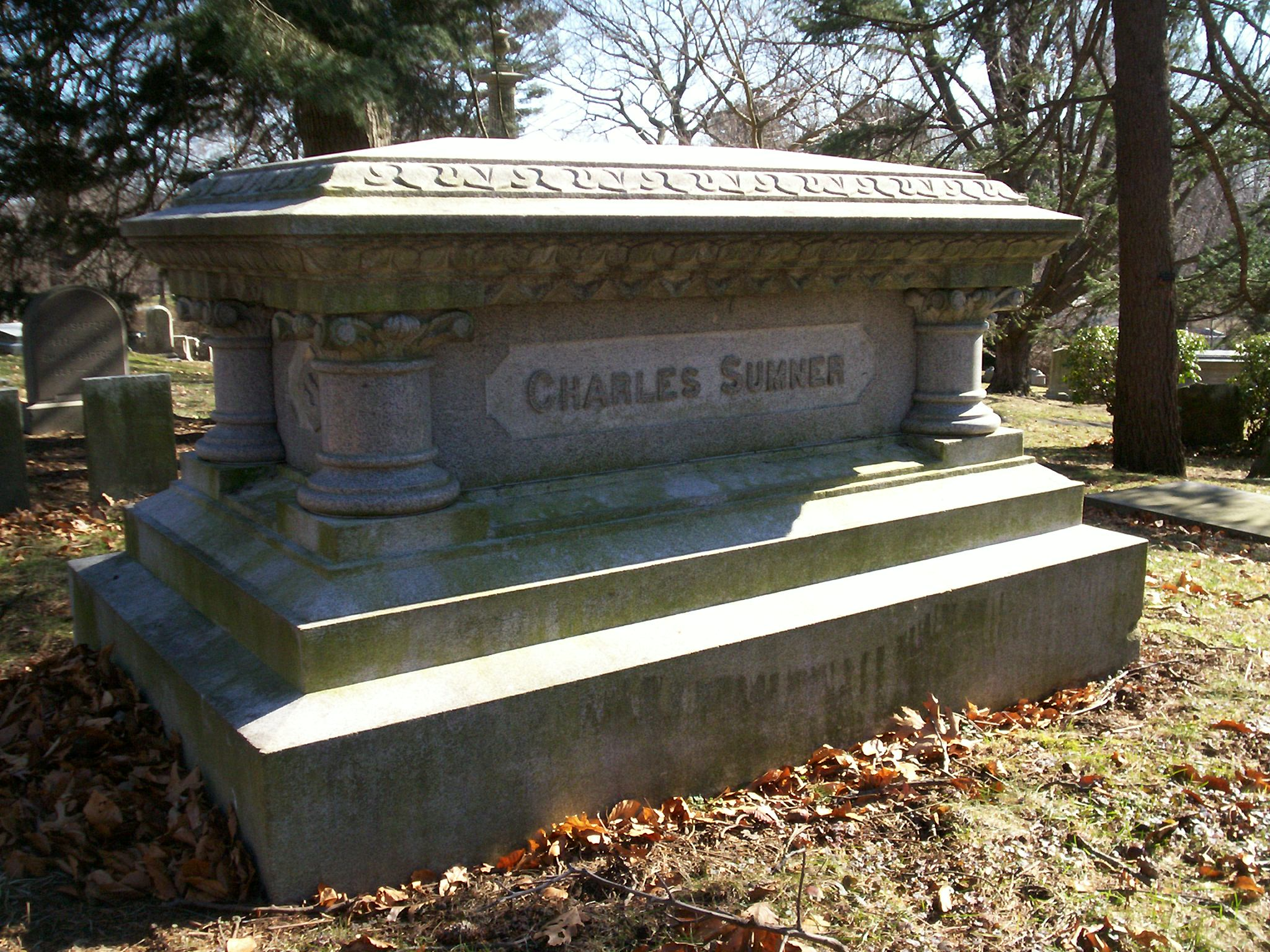
Sepultura de Charles Sumner
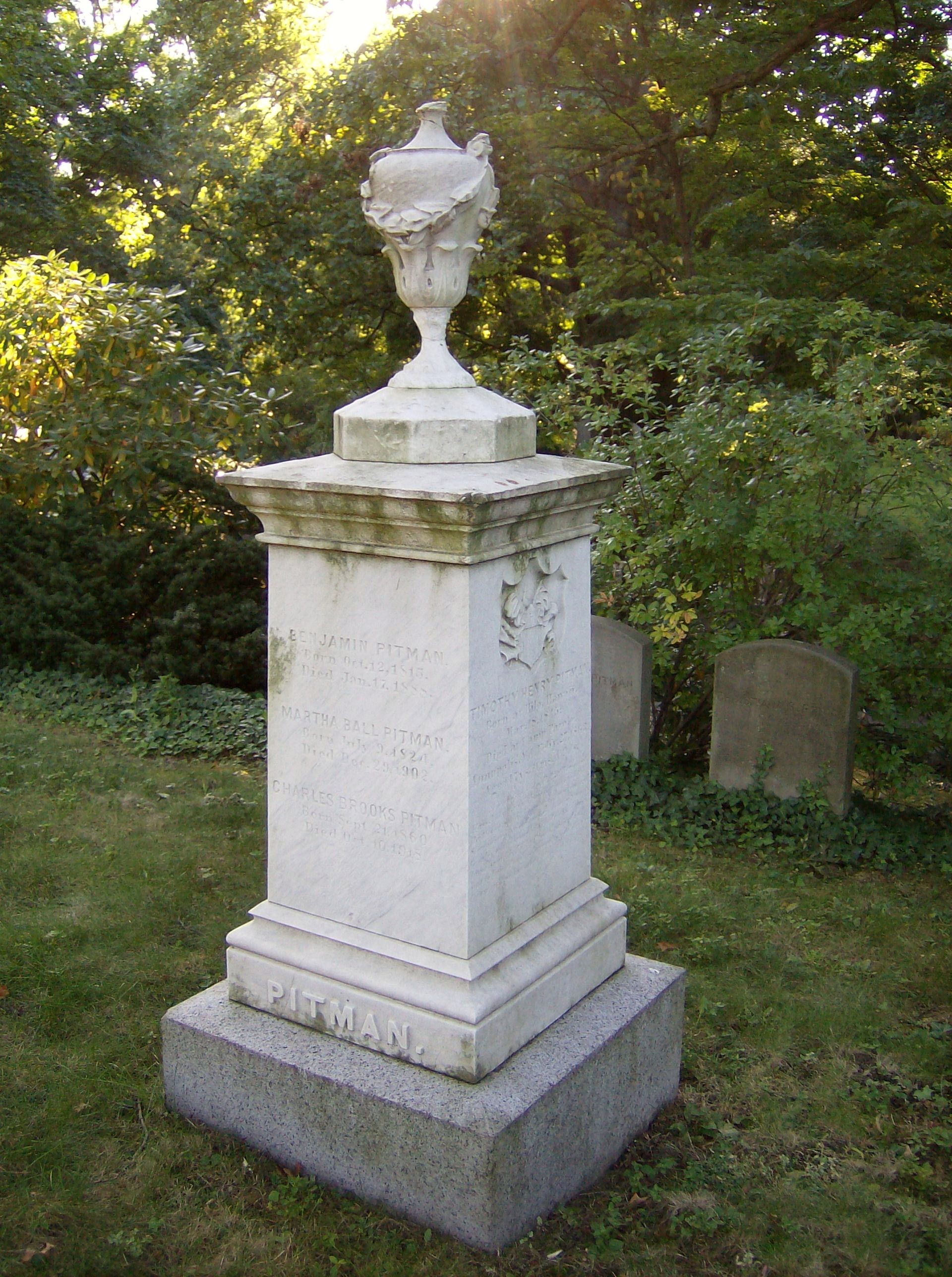
Marco da família Pitman
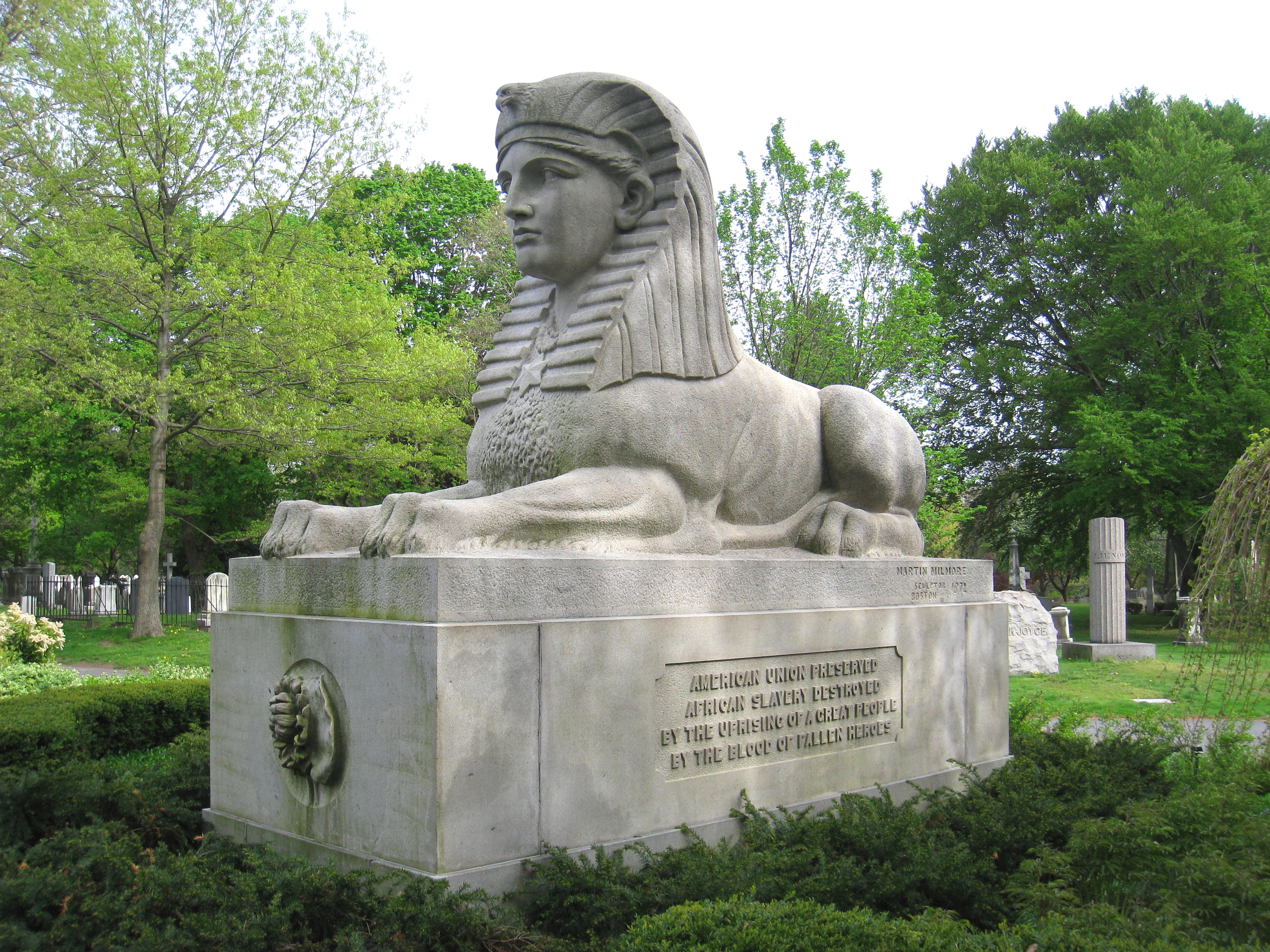
Esfinge monumento de por Martin Milmore, 1872
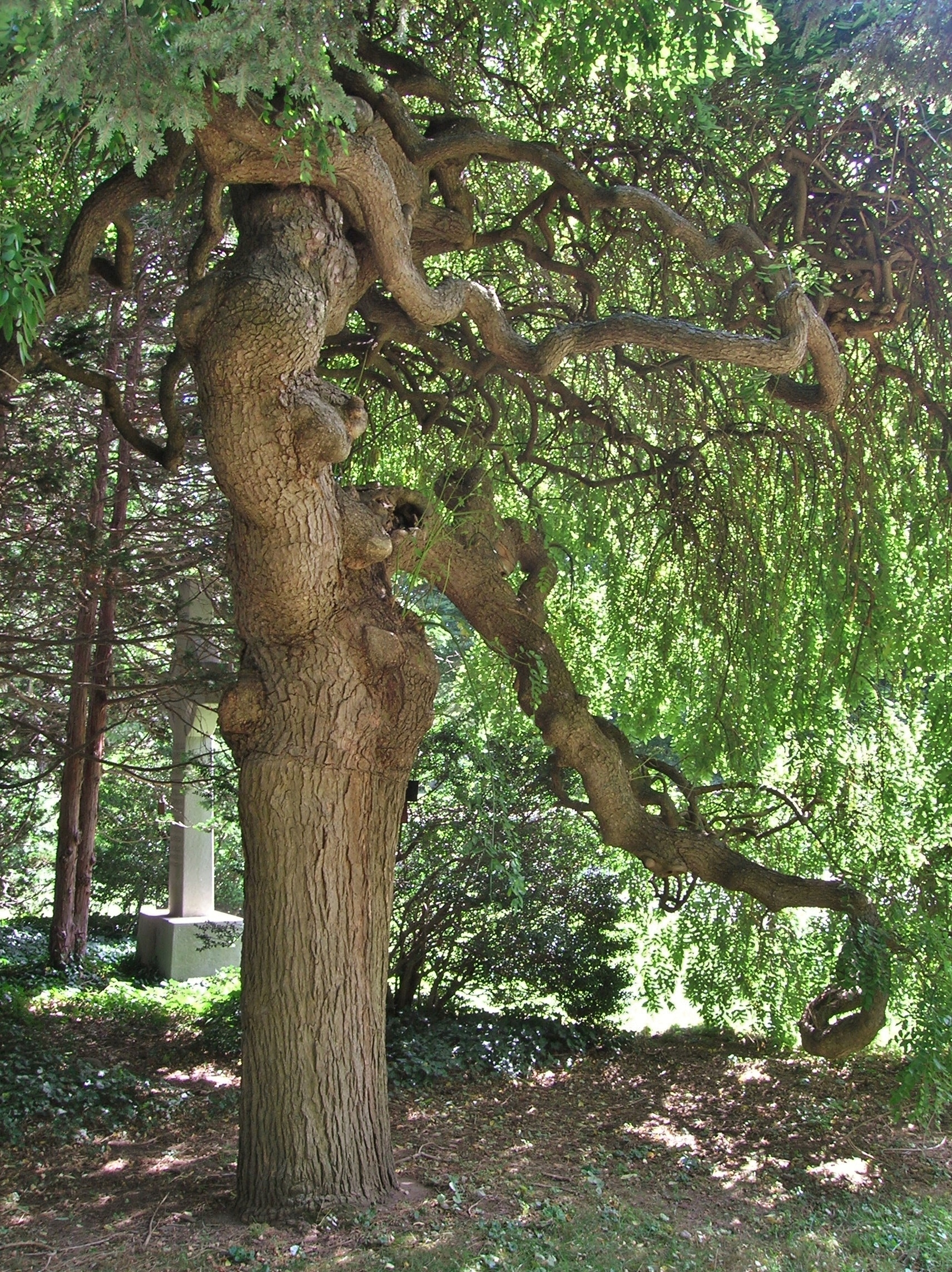
Árvore do pagode japonês chorando
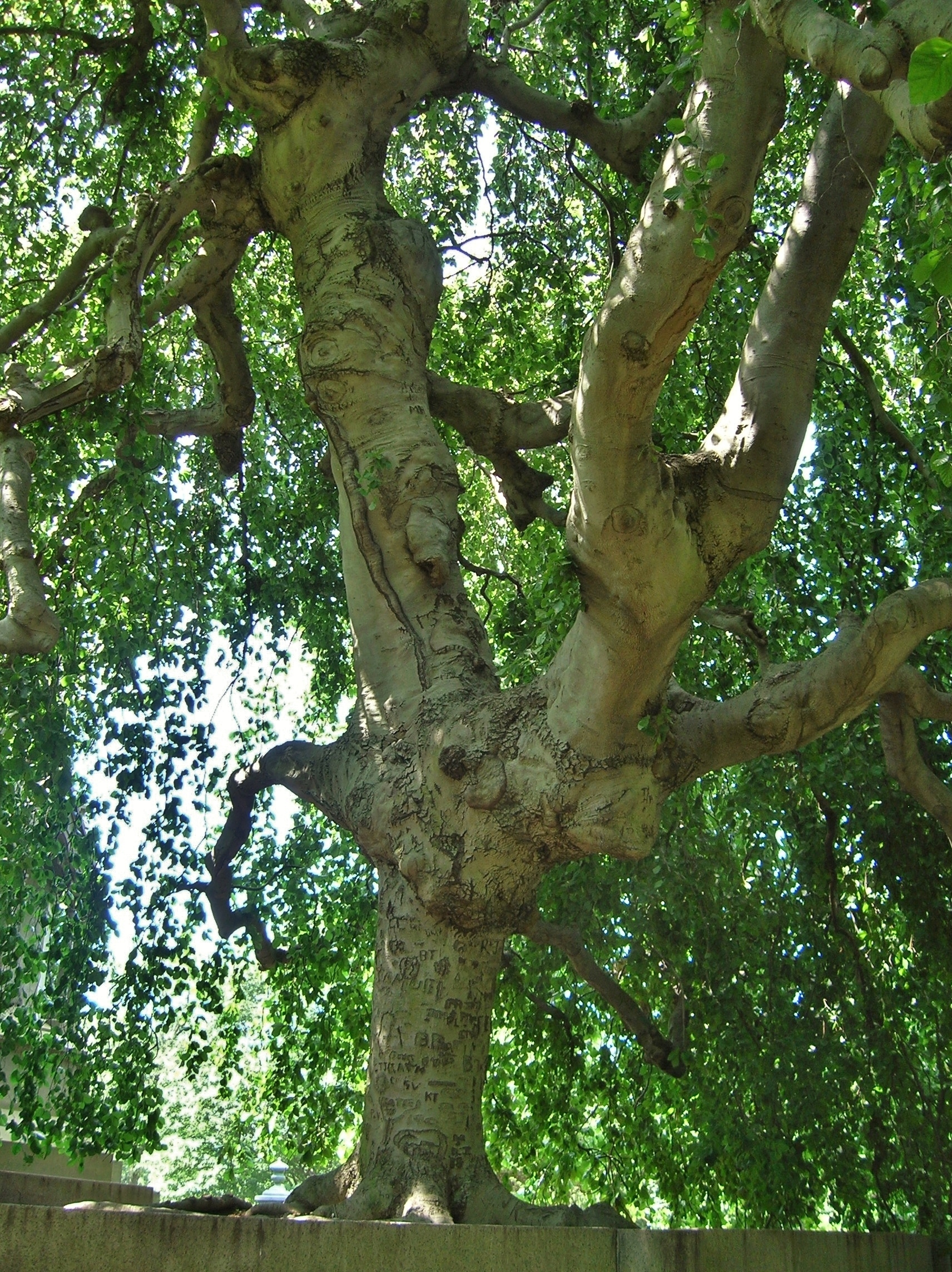
Árvore de faia europeia chorando